# Sterławki Małe (przystanek kolejowy)
Sterławki Małe – przystanek osobowy w Sterławkach Małych, w województwie warmińsko-mazurskim, w Polsce.

## Ruch pasażerski
| Rok  | Wymiana pasażerska na dobę |
| ---- | -------------------------- |
| 2017 | 0-9                        |
| 2022 | 0-9                        |